# Matías Escudero de Cobeña
Matías Escudero de Cobeña (1527-1595) fue un cronista español, autor de una Relación de casos notables.

## Biografía
Nació en 1527. Residente en la Alcarria, era de familia principal, hijo de Juan Escudero y Francisca Cobeña. En 1559 fue a Toledo para tratar con el arzobispo Bartolomé de Carranza del nombramiento de un párroco. Fue regidor de la villa de Almonacid de Zorita, de donde era natural. Las noticias sobre él cesaron hacia 1593, por lo que se presume que habría muerto hacia esa fecha. Cronista aficionado, fue autor de una Relación de cosas notables.